# Albert Fraenkel (Mediziner, 1848)

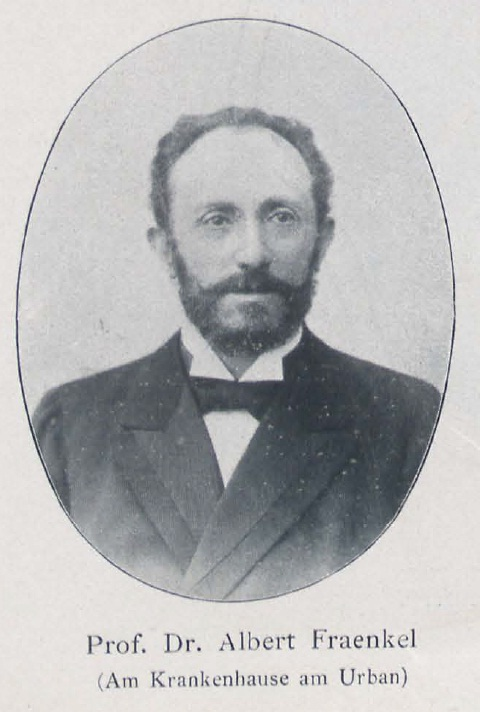
Albert Fraenkel, vor 1902

Albert Fraenkel (* 10. März 1848 in Frankfurt (Oder); † 6. Juli 1916 in Berlin-Grunewald) war ein deutscher Internist und Bakteriologe.

## Familie
Fraenkel wurde als Sohn des jüdischen Eisenwarenhändlers David Eduard Fraenkel (* 1813 in Breslau; † 1878 in Berlin) geboren. Seine Mutter Sophie (* 1822 Ratibor; † 1908 Berlin) war die Schwester Ludwig Traubes, eines Professors für Innere Medizin.
Sein Sohn war der Linguist Ernst Fraenkel, der Germanist Carl Friedrich Enders sein Schwiegersohn.

## Leben
In Berlin besuchte er das Friedrich-Wilhelms-Gymnasium.
1866 bestand er das Abitur, begann in Berlin sein Medizinstudium und wurde vier Jahre später über die Nebennierenerkrankung Morbus Addison promoviert. 1872 erhielt er die Approbation als Arzt. Danach war Fraenkel an der medizinischen Klinik der Universität Straßburg unter Adolf Kußmaul tätig. Später wurde er Assistent bei Ludwig Traube an der Charité und, nach dessen Tod, ab 1876 bei dessen Nachfolger Ernst Viktor von Leyden. 1877 habilitierte er sich und wurde 1884 zum Professor ernannt. In den 1880er Jahren war Fraenkel im städtischen Siechenhaus als Arzt tätig, gefolgt von der Leitung einer privaten Poliklinik.
1890 wurde er neben Werner Körte Direktor des neu erbauten Krankenhauses Am Urban in Berlin-Kreuzberg und leitete zugleich dessen Innere Abteilung. Fraenkel gelang es, seine Erfahrungen an junge Ärzte in geeigneter Form weiterzugeben; so wurden später auch einige seiner Schüler bekannt wie beispielsweise Hans Kohn. Im Jahr 1891 wurde Fraenkel zum Mitglied der Leopoldina gewählt.
Nach dem Tod von Ludwig Traube gab Fraenkel einen Teil von dessen literarischem Nachlass heraus.
Im Januar 1916 verstarb Fraenkels Frau; ein halbes Jahr später erlag er selbst einem Herzinfarkt. Sein Grab befindet sich auf dem Jüdischen Friedhof Weißensee.

## Bedeutung und Ehrung
Neben der praktischen Arbeit als Arzt in den oben genannten Einrichtungen beschäftigte sich Fraenkel intensiv mit der allgemeinen Pathologie, führte dazu auch eigene Tierversuche durch. Zusammen mit weiteren Forschern wie Julius Geppert wirkte er an der Aufklärung des Gasaustausches bei der Atmung und bei Fieber mit, entdeckte Mechanismen, die zu einer Lungenentzündung beitragen können. So entdeckte er 1884 den Diplococcus pneumoniae lanceatus, den Erreger der kruppösen Lungenentzündung, der später nach ihm benannt wurde. Weiterhin beschäftigte er sich mit der Caisson-Krankheit von Tauchern, den klinischen Erscheinungen der Arteriosklerose, der Lungentuberkulose, verschiedenen Bluterkrankungen und dem Asthma bronchiale.
Seit Juli 1947 trägt das Fraenkelufer am Landwehrkanal in Berlin-Kreuzberg seinen Namen.